# Échelle de Yale-Brown
L’échelle de Yale-Brown (ou Y-BOCS) est un indicateur de mesure du trouble obsessionnel compulsif. Elle a été créée dans les années 1980 par le psychiatre américain Wayne Goodman (en) et ses collègues de l'université Yale, qui en ont produit une seconde version (Y-BOCS-II) dans les années 2000.
Il en existe aussi une version pour enfants (CY-BOCS) : il s'agit d'un questionnaire comportant 70 questions.